# Zdeněk Šolle
Zdeněk Šolle (23. února 1924 Plzeň – 28. listopadu 2008 Praha), byl český historik. Zabýval se českými a československými dějinami 19. a 20. století.

## Život
V letech 1945–1950 vystudoval filosofii a dějiny na Filozofické fakultě Univerzity Karlovy. Byl pracovníkem Historického ústavu ČSAV (1954–1970), v roce 1961 získal vědecký titul doktora věd na základě práce Dělnické stávky v Čechách v druhé polovině 19. století. Habilitoval se na Filozofické fakultě Univerzity Karlovy v roce 1965. Po nástupu normalizace byl v roce 1970 nucen z Historického ústavu odejít a pracoval v Ústředním archivu ČSAV. Na počátku 90. let byl jeho ředitelem.
Byl synem herce Jindřicha Plachty.

## Publikace
- Dělnické hnutí v českých zemí koncem minulého století. Praha: Rovnost, 1951, 323 s.
- Dělnické stávky v Čechách v druhé polovině 19. století. Praha: ČSAV, 1960, 394 s.
- Po stope dějin. Češi a Slováci v letech 1848–1938. Praha: Orbis, 1969, 309 s. (Spoluautorka Alena Gajanová)
- Josef Beloslav Pecka. Praha: Melantrich, 1987, 416 s.
- Vojta Náprstek a jeho doba. Praha: Felis, 1994, 255 s.
- Století české politiky. Od Palackého k Masarykovi. Praha: Mladá fronta, 1999, 298 s.